# Smertel'nye illjuzii
Smertel'nye illjuzii (Смертельные иллюзии) è un film del 2020 diretto da Oleg Asadulin.

## Trama
Famosi illusionisti, i fratelli Romanov, decidono di preparare uno spettacolo grandioso e terminare le loro esibizioni congiunte. Ma all'inizio di questo spettacolo, qualcosa è andato storto.